# بابلو فرنانديز سانتوس
بابلو فرنانديز سانتوس (بالإسبانية: Juan Pablo Fernández Santos)‏ هو سياسي إسباني، ولد في 4 يونيو 1976 في ليون في إسبانيا. حزبياً، نشط في بوديموس. في 2015 Castilian-Leonese regional election ‏، انتخب Member of the Cortes of Castile and León ‏ عن دائرة León (Cortes of Castile and León constituency) ‏ خلال فترته النيابية ‏ (16 يونيو 2015 – ).